# 四四事件
四四事件，或称杭州四四事件，是1976年4月4日清明节发生在杭州市的政治事件。清明节前后，杭州市民进行了悼念周恩来的活动，有的标语拥护邓小平，反对四人帮。
4月9日，王洪文打电话给赖可可说：“看了照片更清楚了，杭州清明事件，在全国是名列前茅的”,“浙江是发生反革命政治事件突出的一个省，全国是江苏第一，浙江第二，全国像浙江不多。要坚决把反革命气焰打下去，要坚决镇压”,“决心要大”,“要追后台”。赖可可说，要“杀一批，判一批”。张永生写文章《杭州四四事件与天安门事件》，提出“杭州四四事件决不是孤立的，是天安门广场事件的组成部分，一定要追查到底”。4月15日，中共浙江省委发文称四四事件“类似天安门广场反革命政治事件”。4月22日，省委、省革委会召开直属机关干部大会，要求“坚决追查反革命政治事件”等。24日，省委、省军区党委联合召开党员大会，会上赖可可说：“要彻底追查杭州市发生的类似天安门广场事件的幕后策划者，坚决镇压反革命分子。要充分发动群众进行大检举、大揭发，彻底追查，一查到底，一定要搞个水落石出，把这起反革命政治事件的幕后策划者，把那些反革命分子，统统查出来，实行无产阶级专政。”:791